# Beuzeville-la-Guérard
Beuzeville-la-Guérard is een gemeente in het Franse departement Seine-Maritime (regio Normandië) en telt 150 inwoners (1999). De plaats maakt deel uit van het arrondissement Le Havre.

## Geografie
De oppervlakte van Beuzeville-la-Guérard bedraagt 6,4 km², de bevolkingsdichtheid is 23,4 inwoners per km².
De onderstaande kaart toont de ligging van Beuzeville-la-Guérard met de belangrijkste infrastructuur en aangrenzende gemeenten.

## Demografie
Onderstaande figuur toont het verloop van het inwonertal (bron: INSEE-tellingen).